# 远大前程 (小说)
《远大前程》（Great Expectations），又譯《孤星血淚》，是英國作家查爾斯·狄更斯晚年寫成的教育小說。故事揭示了愛、忠誠和良心比財富和社會地位要更為重要。故事背景為1812年耶誕節前夕至1840年冬天，主角孤兒皮普（Pip）以自傳式手法，敍述從7歲開始的三個人生階段。
此小說貫彻了狄更斯文以載道的風格，透過劇中孤兒人生的跌宕起落，表達他對生命和人性的看法。該小說自1860年12月到1861年8月連載於作者製作的週刊《一年四季》，百年來被多次改編成電影、電視劇及舞台劇。

## 劇情概要
《遠大前程》全書共59個章節，敍述皮普三個階段的人生。第一階段共19章，第二、三階段各佔20章。在一些版本中，每一個階段的章數都是從第1章從計起，但原作及最新版本都是由第1章一直寫到59章，作者刻意在第19及第39章的末端，告知讀者皮普已完成一個人生階段。
第一階段：皮普是一名孤兒，與壞脾氣的姐姐和溫柔的姐夫喬伊一同生活。雖然衣食貧乏，但皮普對這種生活及他的朋友感到滿意，他遇到一個逃犯，威脅他。直至他被憤世嫉俗的郝薇香小姐僱用，陪伴她那位高傲而美麗養女艾絲泰娜玩耍。從那時起，皮普對艾絲泰娜漸生情愫，對自己的家世和身邊朋友感到鄙視。皮普原本跟鐵匠喬伊學藝，希望得到一技之長而求糊口，但一夜間，倫敦著名律師賈各斯受神秘人委托，要讓他到倫敦接受紳士訓練，皮普的人生自此出現大逆轉。
第二階段：舞台是倫敦。皮普在那裡學習紳士禮儀、受良好教育、穿起漂亮衣服，過著上流社會的生活。童年時，他要靠體力勞動過活，如今卻擁有優厚的生活津貼。適應這一新環境后，他不但交上大批名流後人，還要與他們競逐艾絲泰娜的芳心，最大對手正是情敵本特利·朱穆爾。皮普不止改變了身份地位，他亦開始出現階級觀念：當喬伊向皮普傳送一個重要的消息時，皮普對這位昔日故友有欠教養的舉止感到蒙羞。就在此刻，供養他過著上流社會生活的神秘人出現，皮普的夢想破滅，展開人生的另一个新階段。
第三階段：也是最後一個階段，他在刻意營造的上流生活中，漸漸領悟連串道德、身體及財政的困難。一個個令人吃驚的真相，令他對以前渴望的價值觀深感懷疑，而他過去輕率拋棄某些重要事物後，如今已覆水難收。原作的結局是陰沈而令人哀愁，但在出版社壓力下，狄更斯為皮普寫下一段較圓滿的結局。這一新結局是公認為最後的版本。不過，有些版本仍會使用原來的結局。
全書中，狄更斯一直以皮普的身份，追憶往事，自述他對生命的看法。雖然皮普從第一章起已知道所有事情的結果，但他只用铺垫（foreshadowing）的手法，使讀者只有在事件發生時才知曉结果。

## 結局
查爾斯·狄更斯給《远大前程》寫了兩個結局。在最初寫的結局中，皮普在街上遇到艾絲泰娜，她在丈夫死後重嫁給了一個醫生。艾絲泰娜與他簡短地寒暄了一番，這時他相信最後也不會得到她的心。現在，他至少很開心地看到艾絲泰娜與從前的她已是截然不同，她已不是從前郝薇香小姐培養出的鐵冷心腸女孩。
在人家跟他說這版本的結局太令人不開心之後，狄更斯再出版一個修訂本，有含糊不清的結局，是說皮普在聽到艾絲泰娜的丈夫朱穆爾的死訊後，重訪沙提斯莊園雜草蔓生的花園。他意外地看到更大且更嬌弱溫柔的艾絲泰娜，她承認她已重新做人，悔過了。皮普和艾絲泰娜手牽手地離開了那花園，皮普知道「沒有什麼能把他倆分開了。」

## 《远大前程》的重要角色

### 主角皮普及他的家庭
- 菲利普·皮利普（Philip Pirrip），暱稱皮普（Pip）－一位孤苦的孤兒，因為父母的早逝，和姊姊相依為命，但姊姊卻不時的誇耀自己與虐待皮普過日子，令他的生活過的非常艱辛，後來有了喬伊為伴，才稍微有了傾訴的對象．喬伊打算把他訓練成一位鐵匠，但當他了解了自己的社會處境之後，開始對鐵匠的工作感到不滿，因而努力爭取躋身上流社會。
  - 韓德爾（Handel）－郝伯特·朴凯特（Herbert Pocket）從與皮普接觸時就開始用的暱稱。
- 喬伊（Joe Gargery）－為皮普的姊夫，反映了皮普沒有選擇的樸實生活，但在故事中，喬卻表現了自傲的一面，他並沒有接受各樣的禮金，證明了他真誠而單純的思想．在皮普小時，經常和他相依為伴，互相安慰。
- 喬伊·葛吉瑞太太（Mrs. Joe Gargery）－皮普的成年姊姊，在雙親死後把他養大成人，但常常因皮普給她帶來的重擔發牢騷。一個性急的女人，喬伊太太驅使喬伊在奥立克前保全她的榮譽及面子，奥立克是喬伊的鐵匠雇工，他秘密地為報仇而攻擊她，並最終引致她死亡。
- 潘波趣先生（Mr. Pumblechook）－喬伊的叔父，一個過份殷勤的單身男子，他告訴喬伊太太她養大皮普是多麼的崇高，並鄙視皮普。他是帶皮普第一次見郝薇香小姐的人，於是他稱自己為皮普的早年恩人，並為他得到他那大筆的財產。

### 郝薇香小姐及她的家庭
- 郝薇香小姐（Miss Havisham）－雇用皮普陪伴的富有老婦，皮普一直相信她就是自己的恩主。郝薇香小姐並沒有阻止他的這種想法，因為這正好適合她的復仇計劃。
- 艾絲泰娜·郝薇香（Estella Havisham）－郝薇香小姐的養女，皮普在小說中從頭到尾浪漫地深愛著的女孩。艾絲泰娜代表着皮普为之奮鬥的富裕有教养的生活。郝薇香小姐破坏了艾絲泰娜「爱」的能力，因此她无法回應皮普的戀情。她已因此一而再，再而三地警告皮普，但他不願意或是不能相信她。她的父親是阿貝爾‧馬格維奇，母親是莫利。
- 亞瑟（郝薇香）（Arthur (Havisham)）－郝薇香小姐的同父異母兄弟，他認為父亲偏袒女儿，因此自己在遺產继承中被欺騙了。他參與了康佩森的計劃，使郝薇香小姐與康佩森結婚，以獲得她的信任，藉此騙取大數目的金錢。亞瑟後來因記憶受這計劃困擾而生病了，並死於精神錯亂。他經常想像著還活著的郝薇香小姐在他的房間，要來殺他。亞瑟在小說開始之前已死了，只是由馬格維奇描述給皮普聽。
- 赫伯特·帕特克（Herbert Pocket）－是帕特克家的一員，被推測為郝薇香小姐的繼承者，皮普在郝薇香小姐家第一次看見他時說他是「蒼白的年輕紳士」。他是馬修·帕特克（Matthew Pocket）的兒子，皮普的紳士藝術私人教師，並與皮普在倫敦同住一所公寓房間，成為皮普忠實的朋友，與皮普同甘共苦。

### 皮普童年時出現的角色
- 囚犯（The Convict）－由囚船逃出的一個逃犯，皮普友善相對，後成為皮普的恩主，資助他成為上等人，他說他名叫阿貝爾‧馬格維奇（Abel Magwitch），但在故事的一些部分亦是比魯威斯（Provis）及坎貝爾先生（Mr. Campbell），以隱藏他的身份。是艾絲泰娜（Estella Havisham）的生父。
  - 阿貝爾‧馬格維奇（Abel Magwitch）－囚犯的真名。
  - 比魯威斯（Provis）－阿貝爾‧馬格維奇在回到倫敦後用的名字，以隱藏他的身分。
  - 坎貝爾先生（Mr. Campbell）－阿貝爾‧馬格維奇在倫敦被敵人發現後用的名字。
- 伍甫賽先生（Mr. Wopsle）－皮普那城中教堂的執事。不久之後他放棄了教堂的工作並遷到倫敦，好追求他要成為演員的夢想。
  - 瓦爾登加佛先生（Mr. Waldengarver）－伍甫賽先生在倫敦使用的藝名。
- 畢蒂（Biddy）－伍甫賽先生伯母的孫女；前者在皮普那城中的她家辦了一所夜校，而畢蒂則成為皮普的教師。一個和善聰明但貧窮的年輕女士，喜歡皮普和喬伊。皮普不理會畢蒂對他平淡的愛，因為他要追求艾絲泰娜。在他領悟到自己的選擇錯誤之後，他回去要求畢蒂成為他的妻子，只是這時他才知道她已經與喬伊結了婚。之後生出的孩子取名為皮普。

### 律師及他的圈子
- 賈各斯先生（Mr. Jaggers）－著名的倫敦律師，是很多不同的律師當事人的代理，包括刑事及民事，亦是皮普的恩人的代理，郝薇香小姐的律師。在故事的尾聲，他的法律訴訟是感動了很多故事角色的要素。
- （約翰）威米克先生（Mr. (John) Wemmick）－賈各斯的書記，除了他的父親外，人們只叫他「威米克先生」和「威米克」，他父親十分年老了。威米克是皮普與賈各斯主要的媒介，皮普在倫敦時由他來照顧。
- 莫利（Molly）－賈各斯先生的女僕，是賈各斯把她從絞刑架的刑罰救出。她原來是馬洛維奇的前妻及艾絲泰娜的親生母親。

### 皮普的敵人
- 康佩森（Compeyson）－另一個囚犯，馬格維奇的敵人。曾与郝薇香小姐訂婚。他是個老騙子，曾與亞瑟聯起來，要詐騙郝薇香小姐的財產。當他知道馬格維奇在倫敦時，就一直糾纏著他，最後在與他打鬥時死去。
- 奧立克（"Dolge" Orlick）－喬伊煉冶場的熟練鐵匠。強壯，粗魯而乖戾，由於喬伊的仁慈和藹，令奧立克更難駕馭。他的怨恨使他對自己生命有所威脅時採取行動，但只為此他指責別人。他最後因喬伊太太的奚落，與喬伊拳鬥並輕易被打敗。這一連串逐步升級的事件使他暗中傷害喬伊太太，使她極其痛苦，他最後还嘗試殺害皮普。喜歡畢蒂。
- 本特利·朱穆爾（Bentley Drummle）－是一個粗魯而愚蠢的年輕人，唯一的长处就是家里有钱。皮普在朴凯特先生的家中遇到他，因朱穆尔亦被訓練成為紳士。朱穆爾對皮普及任何人都懷有敵意。他是皮普的情敵，希望得到艾絲泰娜的留意甚至與她的婚姻。
  - 斯派德（"The Spider"）－贾格斯先生給朱穆尔的暱稱。

## 《远大前程》中重要的地方

### 實際場景
- 肯特郡羅徹斯特以及附近鄉間－皮普小時的家。
- 19世紀早期的倫敦及周遭環境－皮普成人時的基本場景。

### 所參考的真實地方
- 沼澤地（The marshes）－泰晤士河河口旁岸上的濕地，接近皮普童年時代的家和城鎮。
- 廢船（The Hulks）－下錨在沼澤地上以流放到澳洲的囚船。
- 小不列顛（Little Britain）－倫敦街道狹窄的舊街區以及賈各斯先生辦公室的位置。
- 新門監獄（Newgate Prison）－處於賈各斯先生辦公室附近，用以 監禁及處死囚犯的古老監獄。

### 小說中在肯特虛構的地方
- 煉冶場（The Forge）－工作場所，並且是皮普以及其家人的家。煉冶場的鐵匠雇主是他的養父喬伊。皮普日後以學徒身份在那兒工作。
- 萨提斯宅 (Satis House) －又稱為莊園宅第〈Manor House〉，郝薇香小姐在她死後毀壞的宅第，先前與養女艾絲泰娜居住的地方，同時是皮普週期性探訪時的住處。
- The Three Jolly Bargemen－皮普家鄉的公共屋以及大會地點。
- The Blue Boar－皮普家鄉的小旅館或酒店。

### 小說中在倫敦虛構的地方
- 伯那德客棧（Barnard's Inn）－皮普共同赫伯特在倫敦時居住的破舊客棧。
- 城堡（The Castle）－威米克古怪的家，威米克與他父親居住以及接待皮普的地方，位於Walworth。

## 與狄更斯其他作品的比較
《远大前程》在人們的心中是近乎最好的。這與19世紀末形成了對比，當作家喬治·吉辛（George Gissing）在他對狄更斯作品的研究時提醒《远大前程》的讀者與他其他的作品比較主要被忽略了。這本書在完成後未能即時普及，大概是因為這本書在狄更斯所寫的書之中最缺乏他本身的風格。比起很多狄更斯其他的書，這本書中古怪的角色很多變得更令人相信。
皮普的性格與題目名稱為主角姓氏的小說如《少爺返鄉》和《雾都孤儿》中的主角性情有鮮明對比。在這些小說中，有關主角的描寫非常簡略，而周圍的角色卻遠遠令人感興趣。儘管狄更斯可能不承認有如此缺點，但他便是一個皮普的原型。儘管他非常喜愛窮人並希望改善他們的處況，狄更斯仍感覺自己較他們優勝。
狄更斯作為倫理學者，負面地描寫出有錢人家的但稱讚地位低下的角色，尤其是本小說中的喬伊和畢蒂。這個信息關係於這小說其中一個中心思想，即社會的階級分配以及其對個人身份的影響。
書的結尾是與狄更斯其他小說的差異所在的另一方法，這亦大大地感動了讀者們對整倨故事的理解。結局都是破格地與他的其他作品不同，並顯出了在作家的對作品結局的思想中矛盾和難以預料的心理状态。

## 電影、電視廣播或戲劇改寫本
像很多狄更斯的其他小說一樣，《远大前程》被多次拍製成電影或電視劇：
主條目：遠大前程 (電影)
- 遠大前程 (1917年電影)－無聲電影，主演為傑克·碧克馥，導演為羅伯特·G·維揚拉。
- 遠大前程 (1922年電影)－無聲電影，製於丹麥，主演為馬丁·赫茲伯格，導演為A·W·桑德柏格。
- 遠大前程 (1934年電影)－主演為菲力普·霍爾姆斯及珍妮·懷特，導演為史都華·沃克。
- 遠大前程 (1946年電影)/孤星血淚 (電影)－主演為扮演皮普的約翰·米爾及扮演艾絲泰娜的珍·西蒙絲，導演為大衛·連。
- 遠大前程 (電視劇)－主演為扮演皮普的丁絲黛兒·藍登、扮演艾絲泰娜的海倫·蓮莎及扮演房東的德里克·奔福。（英國廣播公司電視連續劇）
- 遠大前程 (1967年電影)－主演為蓋理·邦德及弗蘭茜斯卡·安尼斯。
- 遠大前程 (1974年電影)－主演為米高·約克及莎拉·邁爾, 導演為約瑟夫·哈迪。
- 遠大前程 (1981年電影)－主演為德里克·法蘭西斯，導演為朱利安·埃米亞斯。
- 遠大前程 (1989年電影)－主演為扮演馬洛維奇的安東尼·霍普金斯及扮演郝薇香小姐的珍·西蒙絲，導演為凱文·柯娜。
- 遠大前程 (1998年電影)－主演為伊桑·霍克及格溫妮絲·帕特羅，導演為阿方索·卡隆。
- 遠大前程 (1999年電影)－主演為扮演皮普的伊恩·葛魯佛、扮演艾絲泰娜的賈絲汀·霍德及扮演郝薇香小姐的夏洛特·蘭普琳。（经典剧场—電影）
- 遠大前程 (2012年電影)－主演為扮演皮普的傑瑞米·歐文、扮演艾絲泰娜的荷莉·黛葛蘭格及扮演郝薇香小姐的海倫娜·寶漢·卡特。

是一套描述在澳洲的馬洛維奇的歷險的電影：
- 1986年－Great Expectations, the Untold Story，主演為約翰·史丹頓，導演為提姆·伯斯塔。

## 外部連結
網上版本
- Great Expectations with illustrations, bound with The Uncommercial Traveller at Internet Archive
- Great Expectations - 古腾堡计划
- Great Expectations （页面存档备份，存于） at Standard Ebooks
- Great Expectations – 1867 edition in modern type as e-book, no illustrations, from University of Adelaide Library, Australia, last updated 27 March 2016
- Great Expectations （页面存档备份，存于） – PDF scans of the entire novel as it originally appeared in All the Year Round
- LibriVox中的公有领域有声书《Great Expectations》